# Чесноков, Юрий Борисович
Ю́рий Бори́сович Чесноко́в (22 января 1933, Москва — 29 мая 2010, Москва) — советский волейболист и тренер, игрок сборной СССР (1955—1964). Олимпийский чемпион 1964, двукратный чемпион мира (1960, 1962), 9-кратный чемпион СССР. Старший тренер мужской сборной СССР (1970—1976). Вице-президент ФИВБ (1976—2008, с перерывами). Заслуженный мастер спорта СССР (1960). Заслуженный тренер СССР (1975). 

## Биография
Родился в семье Б. М. Чеснокова (1891—1979) — известного футболиста, спортивного журналиста и организатора. Волейболом начал заниматься в Москве. В 1949—1951 — игрок московской команды «Наука».
В 1951—1966 выступал за ЦДСА/ЦСК МО/ЦСКА (до 1953 — в молодёжной команде), в составе которой 8 раз становился чемпионом СССР и дважды выигрывал Кубок европейских чемпионов. В составе сборной Москвы: чемпион (1963) и двукратный серебряный призёр (1956, 1959) Спартакиад народов СССР (одновременно чемпион и призёр чемпионатов СССР).
В сборной СССР в официальных соревнованиях выступал в 1955 и 1960—1964 годах. В её составе: чемпион Олимпийских игр 1964, двукратный чемпион мира (1960, 1962), бронзовый призёр чемпионата Европы 1963, участник чемпионата Европы 1955. С 1960 — капитан сборной.
В 1958 году с отличием закончил Военно-инженерную академию имени В. Куйбышева, а в 1965 — адъюнктуру  академии. На кафедре физподготовки и спорта этой академии работал в 1965—1968 годах. Полковник.
В 1969 году Юрий Чесноков перешёл на тренерскую работу. В 1969—1976 и 1984—1987 возглавлял мужскую волейбольную команду ЦСКА, которую 10 раз приводил к званию чемпионов СССР и 5 раз к победе в розыгрыше Кубка европейских чемпионов. В 1970—1976 одновременно работал старшим тренером мужской сборной СССР, ставшей под его руководством двукратным призёром Олимпийских игр (1972 и 1976), серебряным призёром чемпионата мира 1974, двукратным чемпионом Европы (1971 и 1975). 
В 1976—1982 старший тренер сборной Вооружённых сил СССР. Старший тренер мужской сборной Москвы — серебряного призёра Спартакиады народов СССР 1971.
В 1982—1983 — старший тренер мужской команды «Искра» (Одинцово), в 1983—1984 — женской волейбольной команды ЦСКА. После 1987 года работал в Югославии и Иордании.
Автор книги «Команда, без которой мне не жить» (1986).
Ю. Б. Чесноков — видный деятель мирового и отечественного волейбола. В 1976—2008 — член Административного совета Международной федерации волейбола (ФИВБ), в 1976—1978, 1980—1992, 1994—2008 — вице-президент ФИВБ. Возглавлял спортивно-организационную и тренерскую комиссии ФИВБ. В 1978—1988 — вице-президент Федерации волейбола СССР, а в 1995—1999 — вице-президент Всероссийской федерации волейбола (ВФВ). С 2004 — член Президиума и председатель тренерской комиссии ВФВ.
В 2000 году Чесноков первым из иностранных спортсменов-мужчин был включён в Волейбольный зал славы в Холиоке (США). В 2003 в России стал лауреатом премии «Галерея российской спортивной славы» (номинация «Легенды спорта»). 22 января 2008 на Аллее спортивной славы ЦСКА в Москве открыт бронзовый бюст Юрия Чеснокова.
29 мая 2010 года скончался в Москве. Похоронен на Донском кладбище (1 уч.).

### Игровая клубная карьера
- 1949—1951 —  «Наука» (Москва);
- 1951—1966 —  ЦДСА/ ЦСК МО/ ЦСКА (Москва);

### Тренерская карьера
- 1969—1976 —  ЦСКА (Москва) — мужчины — старший тренер;
- 1970—1976 —  мужская сборная СССР — старший тренер;
- 1971 —  мужская сборная Москвы — старший тренер;
- 1976—1982 —  мужская сборная Вооружённых сил — старший тренер;
- 1982—1983 —  «Искра» (Одинцово) — мужчины — старший тренер;
- 1983—1984 —  ЦСКА (Москва) — женщины — старший тренер;
- 1984—1987 —  ЦСКА (Москва) — мужчины — старший тренер;
- 1998—1999 —  «Спартак» (Москва) — мужчины — главный тренер.

## Игровые достижения

### Со сборной СССР
- Олимпийский чемпион 1964.
- двукратный чемпион мира — 1960, 1962;
- бронзовый призёр чемпионата Европы 1963.

### Со сборной Москвы
- чемпион Спартакиады народов СССР 1963 (одновременно чемпион СССР);
  - двукратный серебряный призёр Спартакиад народов СССР (одновременно призёр чемпионатов СССР) — 1956, 1959 (Москва).

### Клубные
- 8-кратный Чемпион СССР — 1954, 1955, 1958, 1960, 1961, 1962, 1965, 1966;
  - серебряный призёр чемпионата СССР 1957.
- двукратный победитель розыгрышей Кубка европейских чемпионов — 1960, 1962;
  - двукратный серебряный призёр Кубка европейских чемпионов — 1961, 1963.
- двукратный победитель чемпионатов дружественных армий — 1959, 1962.

## Тренерские достижения

### Со сборной СССР
- серебряный (1976) и бронзовый (1972) призёр Олимпийских игр.
- серебряный призёр чемпионата мира 1974.
- двукратный чемпион Европы — 1971, 1975.

### Со сборной Москвы
- серебряный призёр Спартакиады народов СССР 1971.

### Клубные
- 10-кратный чемпион СССР — 1970, 1971, 1972, 1973, 1974, 1975, 1965, 1976, 1985, 1986, 1987.
- 5-кратный победитель розыгрышей Кубка европейских чемпионов — 1973, 1974, 1975, 1986, 1987.
- победитель чемпионата дружественных армий 1973.

## Семья
Отец — Борис Михайлович Чесноков (1891—1979) — футболист, спортивный журналист и организатор.
Мать — Вера Гавриловна Чеснокова (1896—1933).
Жена (с 1958) — Галина Чеснокова (1934—2016) — волейболистка ЦСКА и сборной СССР, заслуженный мастер спорта.
Дочери — Вера Хецуриани (род. 1959), Надежда Ушакова (род. 1967).

## Награды и звания
- Орден «Знак Почёта»
- Орден Дружбы народов
- Орден Дружбы
- Медаль «За трудовую доблесть» (16.09.1960) — за успешные выступления в XVII летних и VIII зимних Олимпийских играх 1960 года, а также за выдающиеся спортивные достижения[1]
- Медаль «За трудовое отличие»
- Почётный знак ОКР «За заслуги в развитии олимпийского движения в России» (1998).
- Почётный знак ВФВ «За заслуги в развитии волейбола в России» (2004).
- Заслуженный мастер спорта СССР (1960).
- Заслуженный тренер СССР (1975).